# Mattia Signorini
Mattia Signorini (Badia Polesine, 25 giugno 1980) è uno scrittore italiano.

## Biografia
Mattia Signorini è nato nel 1980. Ha studiato Scienze della Comunicazione all'Università di Padova, laureandosi con una tesi in Sociologia. 
Nel 2007 ha pubblicato Lontano da ogni cosa (Salani), che ha ottenuto un ottimo successo di pubblico e critica. Di questo romanzo hanno scritto: "Il libro fotografa con lucidità d'inchiostro i figli degli anni '80, ma soprattutto riesce nell'impresa non facile di raccontare una generazione senza cadere nel romanzo generazionale" (D-Repubblica); "Un romanzo che mette a nudo soprattutto i sentimenti, quelli forti, autentici, con una carica emozionale rara, che coinvolge i lettori" (Avvenire). 
Nel 2009 ha pubblicato La sinfonia del tempo breve (Salani), con cui ha vinto il Premio Tropea 2010, la cui terna finalista era composta anche da Scintille di Gad Lerner e Il silenzio dei chiostri di Alicia Giménez-Bartlett, e che è stato tradotto in Europa, Sudamerica e Israele. Di questo romanzo hanno scritto: "Un libro che ha tutte le qualità della narrativa, ma anche il respiro della grande letteratura" (GQ); "Una fiaba intessuta da memorie di scrittori amati, da Calvino a Conrad" (Corriere della Sera); "Un romanzo pieno di charme" (Liberation); "Un romanzo che ci fa credere nella bellezza della vita" (Bild am Sonntag). 
Nel 2013 ha pubblicato Ora (Marsilio), finalista al Premio Stresa. Di questo romanzo hanno scritto: "Ora affronta i temi della maturità, con tutto il carico di interrogativi esistenziali che essa porta con sé. Un libro profondo ma anche vivace e leggero, intenso e molto godibile, percorso da momenti di riflessione e, insieme, da episodi divertenti. Con una scrittura - non ultima qualità di quest'opera - di grande scorrevolezza e leggibilità" (Il Sole 24 Ore); "Ora ricorda per tema e importanza narrativa "La casa a Nord-Est" di Maldini, e come per il capolavoro di Maldini, anche Signorini sceglie i luoghi, le persone, il paese, mettendo al centro l'anima del protagonista e il suo sguardo sulle piccole grandi cose quotidiane, comprese le disillusioni che graffiano l'animo di tutti, le difficoltà legate alla perdita della famiglia, e ancor più profondamente il riflettere su ciò che eravamo e non saremo più" (Il Messaggero). All'inizio dello stesso anno ha fondato la scuola di scrittura creativa Palomar.
Nel 2014 ha dato vita al Festival Rovigoracconta.
Nel 2015 ha pubblicato Le fragili attese (Marsilio). Di questo romanzo hanno scritto: "Uno dei migliori romanzi italiani degli ultimi anni. Un romanzo di emozioni, di convinzioni, di lotte, di vita. Un romanzo che incanta" (Gian Paolo Serino, Il Giornale); "Poetico. Struggente" (Valeria Parrella, Grazia); "Conquista per la capacità di narrare con limpidezza quei momenti bui che ci si trova a dover attraversare nella vita" (Elle).

## Opere
- Lontano da ogni cosa, Salani, 2007
- La sinfonia del tempo breve, Salani, 2009
- Ora, Marsilio, 2013
- Le fragili attese, Marsilio 2015
- Stelle minori, Feltrinelli 2019
- Una piccola pace, Feltrinelli 2022